# 北名次町
座標: 北緯34度45分07.646秒 東経135度19分53.738秒 / 北緯34.75212389度 東経135.33159389度

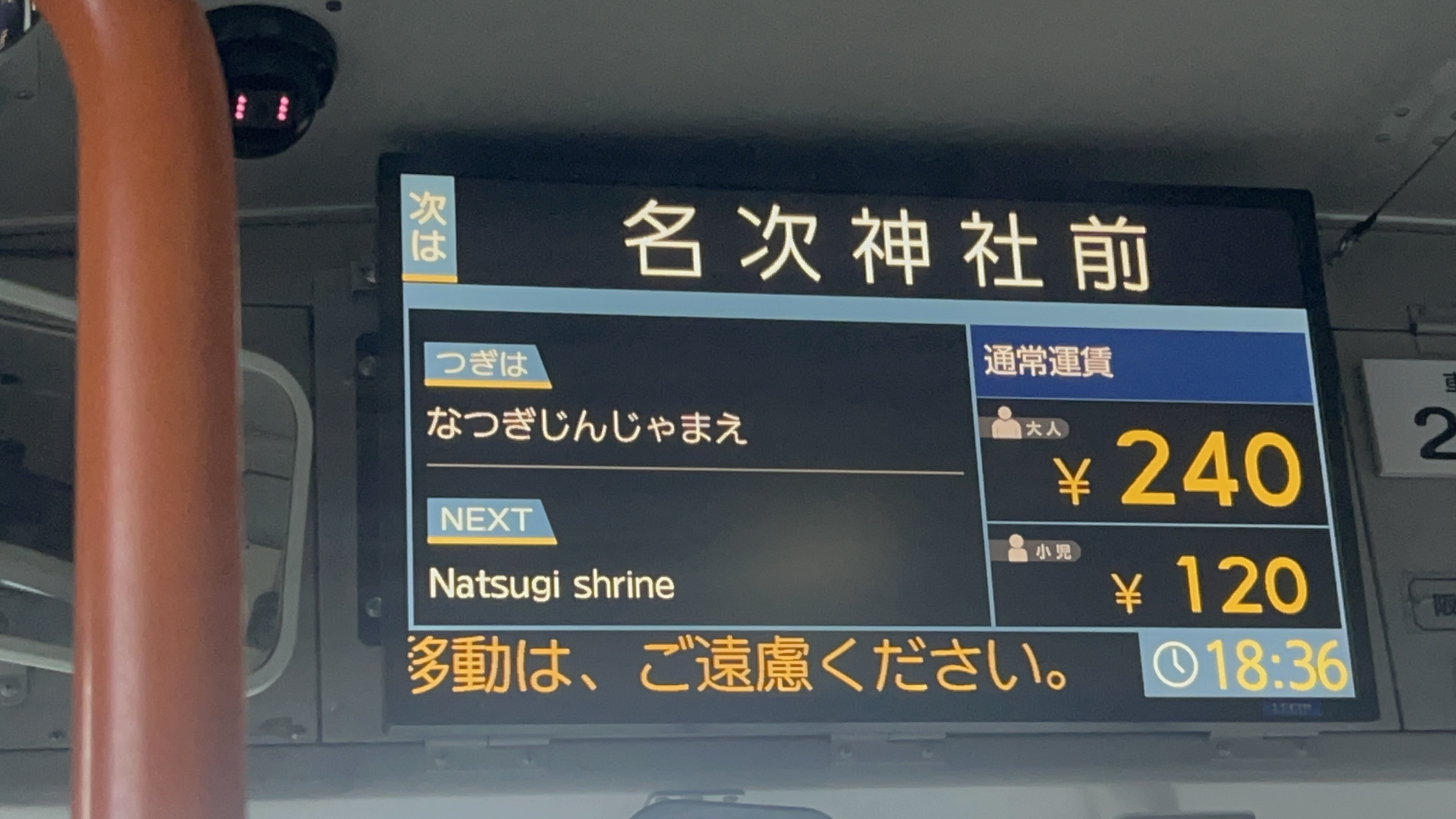
阪神バス名次神社前停留所案内

北名次町（きたなつぎちょう）は、兵庫県西宮市にある町丁。郵便番号は662-0025。

## 地理
東は神原、西は石刎町 松風町、南は名次町、北は神園町と隣接している。

## 交通

### 鉄道
鉄道は走っていない。

### バス
両路線とも方向により経由する停留所が変わる。
| 町内の停留所 | 業者     | 起点   | 町内の停留所                                         | 終点   | 備考       |
| ------------ | -------- | ------ | ---------------------------------------------------- | ------ | ---------- |
| 西宮山手線   | 阪神バス | (環状) | (甲陽園若江町)-獅子ケ口-苦楽園口東-名次町-(満池谷町) | (環状) | 東回りのみ |
| 西宮山手線   | 阪神バス | (環状) | (甲陽園若江町)-獅子ケ口-名次神社前-(満池谷町)        | (環状) | 西回りのみ |
| 鷲林寺線     | 阪神バス | (環状) | (神園町)-獅子ケ口-苦楽園口東-名次町-(満池谷町)       | (環状) | 東回りのみ |
| 鷲林寺線     | 阪神バス | (環状) | (神園町)-獅子ケ口-名次神社前-(満池谷町)              | (環状) | 西回りのみ |

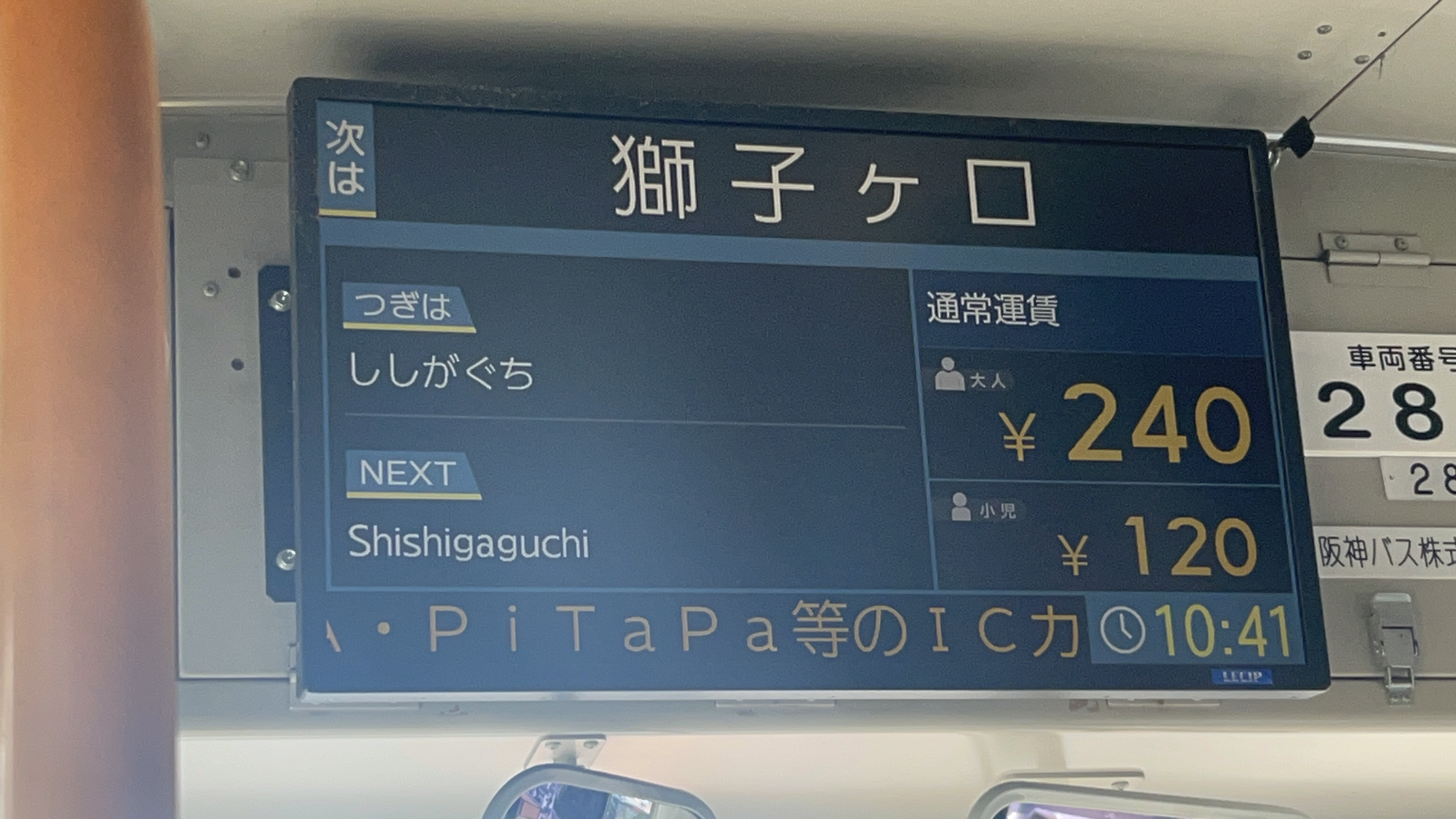
阪神バス獅子ヶ口停留所案内
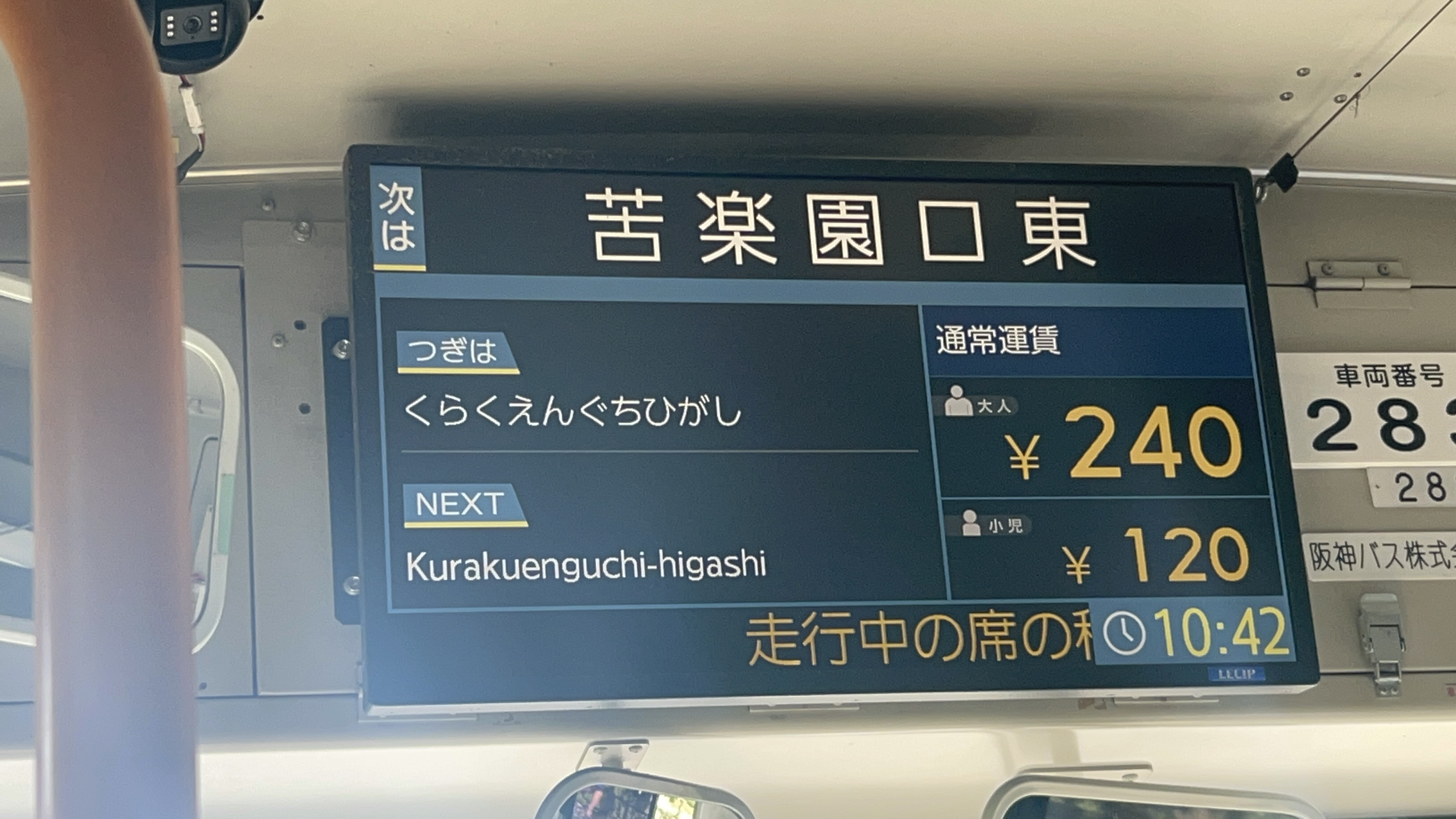
阪神バス苦楽園口東停留所案内
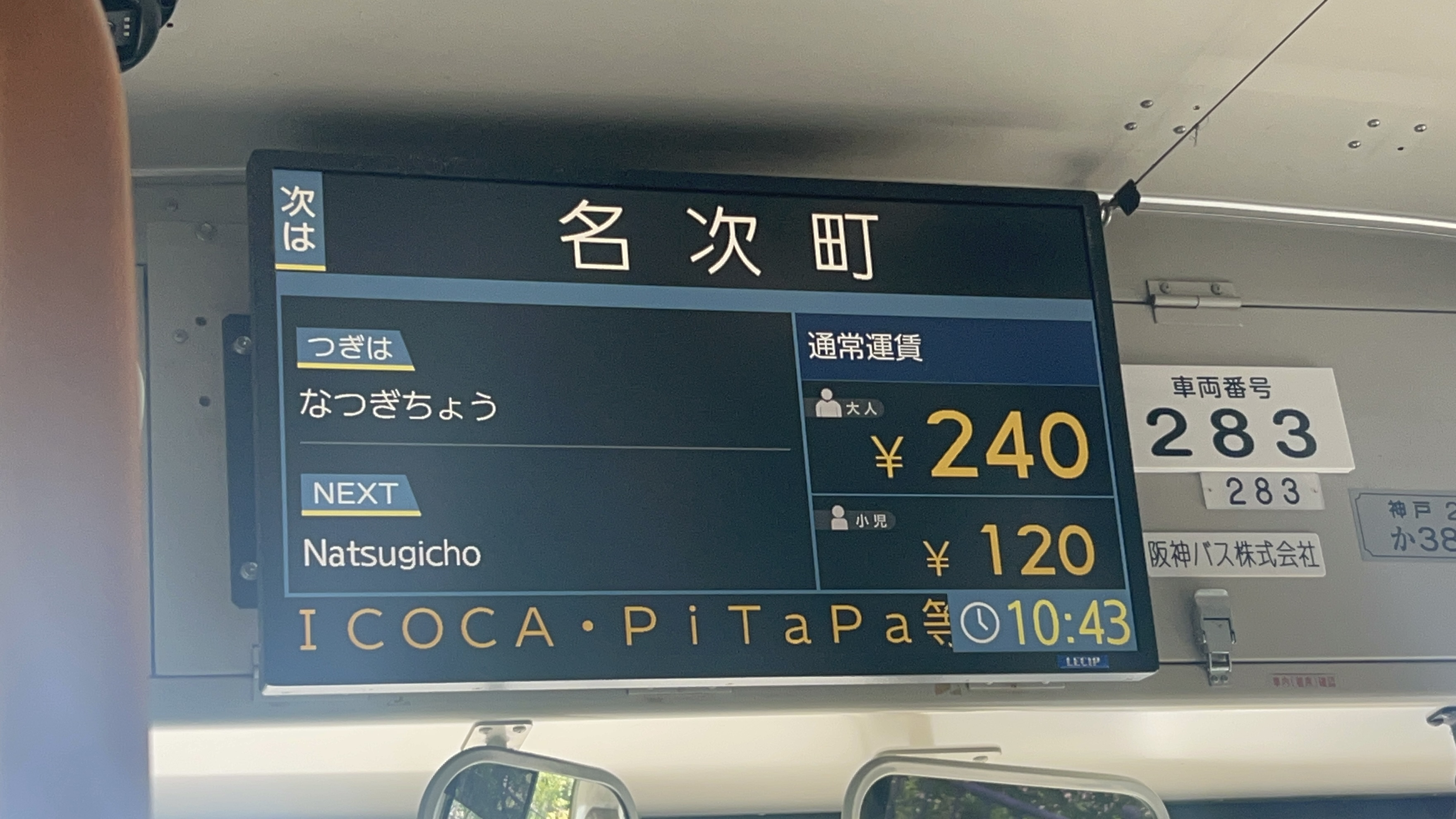
阪神バス名次町停留所案内

## 校区
出典:
| 区域 | 小学校     | 中学校     |
| ---- | ---------- | ---------- |
| 全域 | 神原小学校 | 大社中学校 |

## 施設
- 如意寺